# Italian gigolò
Italian gigolò è un film italiano del 1999 diretto da Ninì Grassia.
Il regista ha curato in prima persona anche la produzione, la sceneggiatura, il soggetto e le musiche del film.

## Trama
Alessio Tosato, giovane bello e dotato fisicamente, mette a frutto le sue capacità amatorie a beneficio (retribuito) di ricche signore. Conosce la stilista Roberta Emmer, che l'invita a Roma e l'assume per compiti di pubbliche relazioni. Alessio conosce così l'indossatrice Corinne, che viene però assassinata: le cose si complicano e deve cercarsi un lavoro vero.

## Produzione
Il film, vietato ai minori di 18 anni, è interpretato da Roberto Farnesi.

Tra le varie clienti del protagonista nel film appaiono la pornostar Loredana Bontempi ed Elide Marigliani.
Si tratta dell'ultimo capitolo di una serie di almeno quattordici film di genere erotico, curati a vario titolo da Ninì Grassia (tra regia e produzione) nel periodo tra il 1987 e il 1999.
Molte scene sono state girate a Palinuro.